# Талвитие, Юхо
Юхо Яаакко Талвитие (фин. Juho Jaakko Talvitie; род. 25 марта 2005, Финляндия) — финский футболист, нападающий бельгийского клуба «Ломмел» и сборной Финляндии, выступающий на правах аренды за нидерландский НАК Бреда.

## Клубная карьера
Талвитие — воспитанник клуба «Ильвес». В 2021 году игрок подписал контракт в бельгийским «Ломмелем». 15 сентября в поединке Кубка Бельгии против «Дигем Спорта» Талвитие дебютировал за основной состав. 1 октября в матче против «Вестерло» он дебютировал в Челленджер Про Лига. 14 апреля 2023 года в поединке против «Дейнзе» Юхо забил свой первый гол за «Ломмел».
19 июля 2024 года Талвитие на правах аренды перешёл в нидерландский «Хераклес». 11 августа дебютировал за клуб в гостевом матче Эредивизи против «Спарты». 25 августа забил дебютный гол в домашнем матче против «Виллема II».

## Международная карьера
4 июня 2024 года в товарищеском матче против сборной Португалии Талвитие дебютировал за сборную Финляндии.